# Led Zeppelin (album)
A Led Zeppelin a brit Led Zeppelin rockegyüttes azonos című bemutatkozó albuma. 1968 októberében, a londoni Olympic Studiosban vették fel és 1969. január 12-én az USA-ban, április 1-jén Angliában az Atlantic Records adta ki. Jimmy Page az együttes alapítója és gitárosa már korábban ismertséget szerzett, előbb stúdiómunkái majd a Yardbirds gitárosa révén. 1968 augusztusában a Yardbirs felbomlott, Page viszont eleget akart tenni szerződéses kötelezettségeinek, ami egy skandináv turnét jelentett. Robert Plant énekessel, John Bonham dobossal és John Paul Jones basszusgitárossal/billentyűssel kiegészítve új zenekart szervezett, amely először New Yardbirds, majd Led Zeppelin néven adott koncerteket.
Mire az első album megjelent, a zenekar iránt már komoly érdeklődés mutatkozott, mivel elementáris erejű fellépéseikkel nagyobb sikert arattak, mint az utánuk fellépő főattrakciók. Az album – melynek létrehozásában mind a négy zenésznek fontos szerepe volt – akkoriban egyedinek számító módon ötvözte a bluest és a rockot. Különlegesnek számító, eklektikus hangzásuk a hard rock, a pszichedelikus zene, a folk-rock és a blues stílusjegyeit egyaránt felvonultatta, és az együttest az Atlanti-óceán mindkét partján megkedveltette az ellenkultúrával. Bár több szerzemény is ismert blues és folk dalokon alapul, a lemez nagyrészének jellegzetes, kemény hangzása van; általában ezt az albumot szokás tekinteni az első valódi hard rock anyagnak. Az album zenei anyagát mindössze 30 óra (keveréssel együtt 36) alatt vették fel, még azelőtt hogy aláírták volna az Atlantic Records szerződését, amely a későbbiekben teljes művészi szabadságot biztosított a zenekar számára. A felvételek költségeit Page saját zsebből fizette, és az album produceri munkálatait is ő végezte el. A keverést gyermekkori barátja, Glyn Johns végezte, a Hindenburgi katasztrófát ábrázoló ikonikus borítót pedig George Hardie tervezte. A legtöbb dal túl hosszú volt ahhoz, hogy kislemezen is megjelenjen, és hogy a népszerű rádiók lejátszási listájába is bekerüljön. Ezért csak a Good Times Bad Times (B oldalán a Communication Breakdown szerepel) című szám jelent meg kislemezen, de a zenekar mindig is ellenezte dalaik kislemezen való megjelentetését. Az albumorientált rock rádióállomásokon való szereplés, és a zenekar népszerűsége miatt azonban az album sok dalát műsorára tűzték egyes rádióadók.
Megjelenésekor vegyes kritikákat kapott, ironikus módon sok népszerű magazin, köztük a Rolling Stone, lehúzta az albumot. Később felülbírálták kezdeti kritikáik, és széleskörű kulturális hatása révén, világszerte elismertté vált. A kritikusok minden idők egyik legjelentősebb albumának tekintik, sokak szerint korszakhatárt jelent a könnyűzenében. A Rolling Stone magazin Minden idők 500 legjobb albumának listáján a 29. helyre sorolta, feljebb mint bármelyik másik lemezüket. A brit Q magazin 2007-es 21 lemez amelyek megváltoztatták a zenét listáján pedig a 6. helyre került. Szerepel a Rock and Roll Hall of Fame Definitive 200 album listáján, valamint 2004-ben beválasztották a Grammy Hall of Fame gyűjteményébe is.
Az album kereskedelmileg is sikert aratott, megjelenése után fokozatosan ért el egyre magasabb pozíciókat. Az amerikai Billboard 200 albumlistán hamar bekerült a Top40-be, és 50 hétig ott is maradt. Legjobb helyezése 1969 és 1970 folyamán a 10. hely volt, míg a brit albumlistán a 6. hely. Az album amerikai eladásairól az RIAA 1999-ben hitelesített utoljára adatot, amely alapján 8 millió példányt adtak el belőle, de újabb források szerint 10 millió feletti darabszámot vásároltak belőle az Egyesült Államokban.

## Felvételek
A Led Zeppelin Profiled című interjúlemezen Jimmy Page gitáros azt mondta, hogy az album felvétele mindössze 36 órát vett igénybe (néhány hétre elosztva, beleértve a keverést is), és ezt onnan tudja, hogy a munka befejeztével megkapták a számlát a stúdióköltségekről. A rövid idő elsődleges oka az volt, hogy a felvett anyagot már jól begyakorolták, kitapasztalták az együttes 1968. szeptemberi skandináviai turnéján. Ahogy Page magyarázta:
A dalok hangszerelését a skandináviai turnén kezdtük kidolgozni, és én tudtam, hogy milyen hangzásra vágytam. Éppen ezért hihetetlenül gyorsan összejött.
Ráadásul akkor az együttes még nem írta alá a szerződését az Atlantic Recordsszal, ezért Page és Peter Grant menedzser saját pénzből fizette a felvételeket, így a kiadó nem veszített pénzt a túlzott stúdióidő miatt. Az első Led Zeppelin album a borító grafikájának díjával együtt 1750 £-ba került.

## Zene
Az album eredetiségéről olyan dalok tanúskodnak, mint a Good Times Bad Times vagy a Communication Breakdown, melynek hangzása a korszak vezető együtteseihez képest rendkívül erőteljes volt. A Communication Breakdown később több előadóra is nagy hatást gyakorolt: a Ramones – The True Story című dokumentumfilm szerint Johnny Ramone gitárjátékát Page riffje nagyban befolyásolta. A Black Mountain Side-ban Page akusztikus gitáron játszott, a Babe I’m Gonna Leave Youban pedig akusztikus és elektromos gitár is hallható.
Az album középpontjában a Dazed and Confused áll, melyben fontos szerepet kap John Paul Jones ereszkedő basszusdallama, John Bonham erőteljes dobolása, valamint Page riffje és gyors gitárszólója. A dal különlegessége, hogy Page egy csellóvonóval is játszott gitárján (ezt az ötletet idősebb David McCallum hegedűművész adta neki, amikor még stúdiózenészként dolgozott). Ezt a technikát Page már előző zenekara, a The Yardbirds utolsó turnéjain is alkalmazta, ugyancsak ebben a dalban.
A vonózás a How Many More Timesban is hallható. A dal egy bolerószerű riffel kezdődik, majd második felében Robert Plant Albert King The Hunter című dalát énekli. Ebben és az album néhány más dalában Plant sikolyokkal, suttogásokkal, nyögésekkel válaszol a Page által játszott dallamokra, effektekre. Ez a bluesra jellemző kérdés-felelet szerkezet „metálosított” változata.
A Led Zeppelin több korai dala ismert bluesokon alapult, az albumon pedig három olyan dal is volt, amit mások írtak: a You Shook Me és az I Can’t Quit You Baby (ezek Willie Dixon művei) és a Babe I’m Gonna Leave You. Utóbbival kapcsolatban Page tévesen azt hitte, hogy egy tradicionális folkdalt dolgozott fel, amit Joan Baez előadásában hallott. Később azonban kiderült, hogy a dalt Anne Bredon írta az 1950-es években, így őt is feltüntették a szerzők között. A másik két dal esetében Dixont egyedüli szerzőként jelölték (bár a You Shook Met később J. B. Lenoirral közös szerzeményként jelölték), de később pert indított az együttes ellen, mert a Led Zeppelin II-höz is felhasználták a dalait.
Jeff Beck korábban már Truth című albumára is felvette a You Shook Met, és Page-et – tévesen – plagizálással vádolta. Ugyanazon az albumon Jones és a The Who dobosa, Keith Moon együtt játszott Page-dzsel a Beck’s Bolero című dalban, melynek Page társszerzője volt. A dal egy részét a How Many More Timeshoz is felhasználták. Ezek az egybeesések komoly ellenségeskedéshez vezettek Beck és Page között, akik együtt játszottak a Yardbirdsben és gyermekkoruk óta barátok voltak.

## Felvételi eljárások
Az album hangmérnöke Glyn Johns, producere pedig Jimmy Page volt. Az albumot egy analóg, 4 sávos keverőpulttal vették fel, ami segített abban, hogy a felvételnek lágy hangzása legyen. Ez azonban ellentmond annak a ténynek, hogy az Olympic Studiosban akkor már 8 sávos keverőpultokat használtak. Page egy szoba tulajdonságait használta fel, hogy a felvétel visszhangját felerősítse és sűrítse a textúrát. Az 1960-as évek végéig a legtöbb producer közvetlenül a dobok és a hangszórók elé rakta a mikrofonokat. Page azonban a hangszórótól egy bizonyos távolságban (akár húsz lábnyira) még egy mikrofont helyezett el, majd ezzel együtt készítette el a felvételt. Ezzel a „távolság = mélység” technikával Page lett az egyik első producer, akinek sikerült felvenni egy zenekar „természetes” hangzását – azt, amíg egy adott hang a helyiség egyik végéből a másikba ér.
Egy másik érdekes jelenség a Robert Plant énekén hallható „szivárgás”. Amikor Page 1998-ban interjút adott a Guitar World magazinnak, ezt mondta:
Robert hangja nagyon erőteljes volt, ezért a többi sávra is áthallatszott. Furcsa módon ez a „szivárgás” szándékosnak tűnik.
Ez egyben mutatja a Led Zeppelin másik jellemző stúdiótechnikáját: nem sávonként, külön-külön vették fel a hangszereket, hanem egyszerre a ritmusszekciót, a ritmusgitár-szólamot és az éneket. Ehhez már csak a gitárszólókat és a különleges kiegészítőket illesztették később. Ezzel a technikával biztosították a stúdiófelvétel élő-érző voltát, a zene frissességét.
A You Shook Men Page Robert Plant sikolyainak és saját gitárjának hangzását a visszafelé játszott visszhanggal érte el. Ez azt eredményezi, hogy a visszhang előbb hallatszik, mint maga a hang. Ezt úgy érte el, hogy a szalagot megfordította, visszhangosította, majd újból megfordította. Page először a The Yardbirds Ten Little Indians című dalának felvétele közben alkalmazta ezt az eljárást.

## A borító

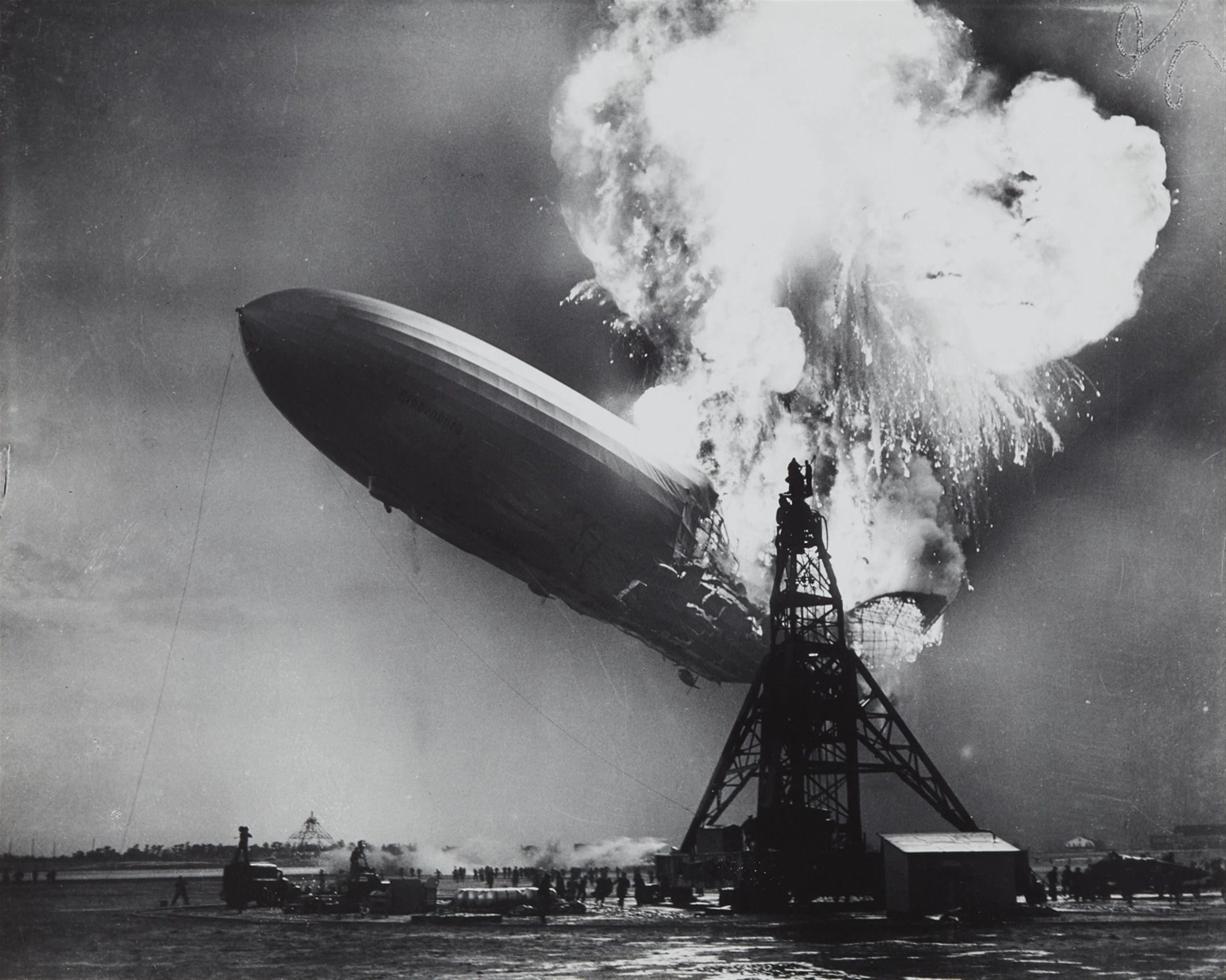
A Hindenburg katasztrófájáról készült híres felvétel. (1937. május 6., Fotó: Sam Shere)

Az album borítóján a Hindenburg-katasztrófa leghíresebb fotójának művészi átdolgozása látható. Az illusztrációt Sam Shere híressé vált fényképe alapján George Hardie, a Royal College of Art grafikus tanulója készítette Rotring tollal és tintával. Őt Stephen Goldblatt fotográfus ajánlotta az együttesnek. A hátsó borítón egy kép látható az együttesről, amit Chris Dreja, a Yardbirds basszusgitárosa készített. A borítók és illusztrációk eredetisége, valamint az együttes tudatos művészi koncepciója a Led Zeppelin későbbi albumaira is jellemző.
Hardie először egy régi San Franciscó-i klub emblémáját ajánlotta, melyen egy Zeppelin léghajó bukkant elő a felhők közül. Page ugyan elutasította az ötletet, de megtartották logónak, mely első és második albumuk hátsó borítóját díszítette, valamint több korai sajtóhirdetésben is felbukkant.
Érdekes módon az Egyesült Királyságban hetekig türkiz színben nyomták az együttes nevét és a kiadó logóját, mielőtt áttértek volna az „eredeti” narancsszínre. Ezek a borítók ma nagy érdeklődésre tartanak számot a gyűjtők körében.

## Fogadtatása
Az albumot eleinte elmarasztalták, a Rolling Stone ezt írta:
Az együttes kevesebbet nyújt, mint ikertestvére, a Jeff Beck Group, és egyáltalán nem ugyanolyan jót vagy jobbat, mint ők három hónappal korábban […] Plant éppolyan hiú, mint Rod Stewart, de közel sem olyan izgalmas.
A Rolling Stone kritikája meglehetősen elfogult, és még több évig az is maradt. A valóság az, hogy Page és Beck The Yardbirdsön belüli kapcsolatát leszámítva senkinek (még a teljesen hozzá nem értőknek) sem jutna eszébe összehasonlítani a kettőt, nincs köztük közös pont, illeszkedés, vagy bármilyen hasonlóság, leszámítva persze azt, hogy mindkettőn van gitáros, dobos, basszusgitáros és énekes.
Ennek ellenére az album jelentős anyagi sikereket ért el. Az együttes életrajzában (Hammer of the Gods) Stephen Davis azt írta, hogy Peter Grant az album költségeit 1750 fontra saccolta – borítóval együtt. Ehhez képest 1975-ig 7 millió dollár hasznot hozott. Az albumot az Egyesült Államokban 1969. január 17-én adták ki, hogy minél több hasznot húzzanak az együttes első észak-amerikai turnéjából. Még megjelenése előtt az Atlantic Records több száz példányt küldött a fontosabb amerikai rádióállomásoknak és kritikusoknak. A pozitív rekació és a turné első koncertjeinek sikere azt eredményezte, hogy 50 ezer példány már előrendelésben elkelt. Az album 73 hétig szerepelt a Billboard Top 200-on és 79 hétig az angol albumlistán.
Az albumot 2003-ban a VH1 televíziós csatorna minden idők 44. legjobb albumának választotta. Ugyancsak 2003-ban a 29. helyet érte el a Rolling Stone magazin Minden idők 500 legjobb albumának listáján. Sokak szerint az album jelentős fordulópontot jelent a hard rock és heavy metal fejlődésének történetében.

## Az album dalai

### Első oldal
1. Good Times Bad Times (Bonham  /Jones / Page) – 2:46
2. Babe I’m Gonna Leave You (Anne Bredon) – 6:41
3. You Shook Me (Willie Dixon / J. B. Lenoir) – 6:27
4. Dazed and Confused (Page) – 6:26

### Második oldal
1. Your Time is Gonna Come (Jones / Page) – 4:34
2. Black Mountain Side (Page) – 2:12
3. Communication Breakdown (Bonham /Jones / Page) – 2:30
4. I Can’t Quit You Baby (Willie Dixon) – 4:42
5. How Many More Times (Bonham  /Jones / Page) – 8:28 (a borító szerint 3:30)

Robert Plant is részt vett a dalok írásában, de még élő szerződése volt a CBS-szel, ezért nem kerülhetett a neve szerzőként az albumra.
Néhány kazettás kiadáson a két oldal sorrendjét felcserélték. Ezeken az első oldal a Your Time is Gonna Come-mal kezdődött és a How Many More Timesszal végződött, a második oldal pedig a Good Times Bad Timesszal kezdődött és a Dazed and Confuseddal végződött.

## Közreműködők
- Jimmy Page – akusztikus, elektromos és pedálos steel gitár, vokál, producer
- Robert Plant – ének, szájharmonika
- John Paul Jones – basszusgitár, orgona, billentyűs hangszerek, vokál
- John Bonham – dobok, üstdob, vokál
- Viram Jasani – tabla

### Produkció
- Chris Dreja – hátsó fénykép
- George Hardie – borítóterv
- Glyn Johns – hangmérnök, keverés
- Peter Grant – produkciós vezető
- Barry Diament – eredeti CD-s keverés (1980-as évek közepe)
- George Marino – új CD-s keverés (1990)

## Listás helyezések

### Album
| Év   | Lista                                 | Helyezés |
| ---- | ------------------------------------- | -------- |
| 1969 | Billboard Pop Albumok (Billboard 200) | 10       |

### Kislemez
| Év   | Cím                      | Lista                                        | Helyezés |
| ---- | ------------------------ | -------------------------------------------- | -------- |
| 1969 | Good Times Bad Times     | Billboard Pop Kislemezek (Billboard Hot 100) | 80       |
| 1969 | Babe I’m Gonna Leave You | Billboard Pop Kislemezek (Billboard Hot 100) | 80       |

## Minősítések
| Minősítő   | Minősítés  | Példányszám |
| ---------- | ---------- | ----------- |
| RIAA (USA) | 8x Platina | 8 000 000   |